# 山田利彦
山田　利彦（やまだ　としひこ、1970年4月16日 - ）は、日本の柔道家。95kg超級の選手。現役時代は身長183cm。体重125kg。了徳寺大学教授。また、了徳寺学園の柔道部監督も務めている。

## 来歴
岡山県出身。東海大相模高校時代には団体戦で活躍して、1年と2年の時に全国高校選手権で3位、金鷲旗では2年と3年の時に2位、インターハイは1年と3年の時に3位、2年の時に2位となったものの、全国優勝までには至らなかった。しかし、インターハイ個人戦の重量級では3年の時に優勝している。さらに、新人体重別でも優勝を果たした。
東海大学に進学すると、1年と2年の時に優勝大会で優勝した。また、1年の時には早くも全日本選手権に出場を果たすものの、初戦で綜合警備保障の金野潤に敗れた。3年の時には優勝大会で2位にとどまるが、ドイツ国際では3位となった。4年の時には全日本選手権の準々決勝でJRAの小川直也に内股で敗れて5位だった。選抜体重別では決勝まで進むも、天理大学の養父直人に払腰で敗れた。優勝大会では前年に続いて2位だった。
1993年にはフジ&トライオーシャン所属となると、講道館杯では決勝で東洋水産の関根英之に敗れた。1994年の講道館杯では3位だった。
その後引退すると、1997年にはトルコのナショナルチームにコーチとして出向き、シドニーオリンピック66kg級金メダリストのヒュセイン・オズカンや、ミュンヘン世界選手権100kg超級銀メダリストのセリム・タタログルなどの指導にあたった。続いてサンノゼ州立大学の柔道部コーチも務めた。2002年からは了徳寺学園の柔道部監督に就任した。2015年3月には全柔連の強化委員会において、2月のグランプリ・デュッセルドルフに出場する予定だったものの、市販の風邪薬を服用したことでドーピング違反に抵触する可能性が出たために大会を欠場した了徳寺学園職員の緒方亜香里の件に関連して、注意処分が科された。2016年9月には新たに全日本の強化副委員長に就任した。任期は2020年の東京オリンピックまでとなる。なお、東京オリンピックでは日本選手団の副団長を務めた。2022年4月からは了徳寺大学柔道部の部長兼総監督になった。2024年9月には全柔連の強化委員長に就任した。

## 戦績
(階級表記のない大会は全て95kg超級での成績)
- 1986年 -　インターハイ　団体戦　3位
- 1987年 -　全国高校選手権　3位
- 1987年 -　金鷲旗 2位
- 1987年 -　インターハイ　団体戦　2位
- 1988年 -　全国高校選手権　3位
- 1988年 -　金鷲旗　2位
- 1988年 -　インターハイ　個人戦　優勝　団体戦　3位
- 1988年 -　新人体重別　優勝
- 1989年 -　フランスジュニア国際　3位
- 1989年 -　優勝大会　優勝
- 1990年 -　優勝大会　優勝
- 1990年 -　国体 成年男子の部　優勝
- 1991年 -　優勝大会　2位
- 1992年 -　ドイツ国際　3位
- 1992年 -　全日本選手権　5位
- 1992年 -　選抜体重別　2位
- 1992年 -　優勝大会　2位
- 1993年 -　講道館杯　2位
- 1993年 -　実業個人　3位
- 1994年 -　講道館杯　3位

(出典、JudoInside.com)